# 荒尾成利
荒尾 成利（あらお なりとし）は、江戸時代前期の鳥取藩家老。米子荒尾家初代。池田輝政の従弟にあたる。

## 生涯
天正17年（1589年）、池田家家老・荒尾成房の長男として誕生した。
慶長19年（1614年）、大坂冬の陣の際、主君・池田忠継に従い出陣し、大和田攻略では右手の大将を務め武名を上げた。寛永2年（1625年）父・成房の隠居により家督を相続する。寛永7年（1630年）に成房の死去によりその隠居料も相続し、知行1万3000石となる。
寛永9年（1632年）、岡山藩主であった池田忠雄が死去すると、家督を継いだ光仲は因幡国、伯耆国に転封されることとなった。転封後は伯耆米子城代となり、弟・嵩就と共に幼い藩主・光仲を補佐し、政務を執り行った。慶安2年（1649年）、因幡東照宮造営の本奉行を務める。
後に、藩主親政を志す光仲と対立することとなり、承応元年（1652年）家老職を罷免、隠居を命じられ、家督を嫡男・成直に譲る。
明暦元年（1655年）10月12日、死去。享年67。三男の成美は分家成林の養子となった。

## 演じた俳優
- 香川良介（映画『荒木又右衛門』、1955年）
- 金内吉男（『荒木又右衛門 決闘鍵屋の辻』、1990年）